# Evento de quinta semana
Un evento de quinta semana es una promoción de cómics diferente del resto.
Las compañías que publican cómics organizan sus ediciones en ciclos de cuatro semanas. En las ocasiones en que el mes tiene más de cuatro semanas, las compañías suelen vender cómics inusuales para llenar el vacío.

## Ejemplos
- Frenesí de mujeres (DC, 1998)
- varios Marvel Cómics (cómics que supuestamente se publican dentro del Universo Marvel)
- Maldad de Año Nuevo (DC, 1998)
- Marvel Knights 2099 (Marvel, 2004)
- Marvel Mangaverso (Marvel, 2001)
- Pecados de juventud (DC, 2000)
- Tangent (DC, 1997 9 unitarios, 1998 9 unitarios)
- V2K (Vertigo, 1999)
- What If? (Marvel, 7 unitarios)
- X-Men: Sol negro (Marvel, 2000)

- Datos: Q5447456